# Dasyomma hardyi
Dasyomma hardyi är en tvåvingeart som beskrevs av Paramonov 1962. Dasyomma hardyi ingår i släktet Dasyomma och familjen bäckflugor. Inga underarter finns listade i Catalogue of Life.